# Eilema kosemponensis
Eilema kosemponensis är en fjärilsart som beskrevs av Embrik Strand 1917. Eilema kosemponensis ingår i släktet Eilema och familjen björnspinnare. Inga underarter finns listade i Catalogue of Life.